# Hydrellia proctori
Hydrellia proctori är en tvåvingeart som beskrevs av Cresson 1934. Hydrellia proctori ingår i släktet Hydrellia och familjen vattenflugor. Inga underarter finns listade i Catalogue of Life.